# Haunted Mansion (película de 2023)
The Haunted Mansion (conocida como Mansión encantada en España y Mansión embrujada en Hispanoamérica) es una película de comedia de terror sobrenatural estadounidense de 2023 dirigida por Justin Simien a partir de un guion de Katie Dippold. Está protagonizada por LaKeith Stanfield, Tiffany Haddish, Owen Wilson, Danny DeVito, Rosario Dawson, Dan Levy, Jamie Lee Curtis y Jared Leto. Producida por Walt Disney Pictures y Rideback, es la segunda adaptación cinematográfica de la atracción del parque temático de Walt Disney The Haunted Mansion, tras la película de 2003 del mismo nombre. En la película, Gabbie (Dawson) y Travis (Chase W. Dillon) solicitaron la ayuda de un equipo (Stanfield, Haddish, Wilson y DeVito) para exorcizar su mansión y destruir los fantasmas que los rodean. 
Los planes para la adaptación de reinicio basada en The Haunted Mansion comenzaron en julio de 2010, cuando Guillermo del Toro, quien tenía la intención de escribir y producir, declaró que el proyecto se llevaría a cabo en una realidad realzada en lugar de un escenario del mundo real. Del Toro ya no estaba adjunto como director del proyecto en julio de 2013. Después de pasar años en el infierno del desarrollo, Disney anunció oficialmente Haunted Mansion en agosto de 2020, con Dippold firmado para escribir un nuevo guion para la película. Simien negoció para dirigir la película en abril de 2021 y se confirmó oficialmente tres meses después. El elenco principal se confirmó de julio a octubre, mientras que el elenco adicional se anunció el año siguiente. La fotografía principal tuvo lugar desde mediados de octubre de 2021 hasta finales de febrero de 2022 en los Trilith Studios de Atlanta.
Se estrenó en Disneyland en Anaheim, California, el 15 de julio de 2023, y fue estrenada en los Estados Unidos el 28 de julio por Walt Disney Studios Motion Pictures. Recibió reseñas mixtas de los críticos.

## Argumento
Ben Matthias, un astrofísico que desarrolla una cámara para detectar la materia oscura, conoce y se casa con Alyssa, una guía turística fantasma, y queda fascinado con su creencia en lo sobrenatural. Después de que Alyssa muere en un accidente automovilístico, Ben abandona su carrera y continúa con su gira de fantasmas.
Años más tarde, la madre soltera Gabbie y su hijo Travis se mudan a Gracey Manor para convertirlo en una cama y desayuno, solo para descubrir que está embrujado por fantasmas. Ben recibe la visita del sacerdote y exorcista Padre Kent, quien lo contrata para fotografiar a los fantasmas. Ben inicialmente se muestra incrédulo hasta que regresa a casa y es perseguido por un Marinero fantasma que lo obliga a regresar a la mansión. Ben se entera de que Gabbie, Travis y Kent también han sido víctimas de apariciones que los obligan a quedarse en la mansión.
Ben y Kent reclutan a Harriet, una psíquica con poderes legítimos, y roban los planos de la mansión del historiador de casas embrujadas Prof. Bruce Davis. El grupo encuentra una sala de espiritismo oculta y Harriet logra contactar al espíritu de Gracey, quien deja un mensaje que les indica que hablen con la legendaria médium Madame Leota. Al intentar hacerlo, una entidad misteriosa obliga a Harriet a salir de la casa. Bruce llega poco después y queda embrujado.
El grupo se queda en la mansión donde proceden a buscar el fantasma de Leota. Ben entra en el ático donde se encuentra con una novia fantasmal y encuentra un baúl cerrado. Al examinar el contenido, encuentran una bola de cristal que alberga a Leota.
Leota revela que William Gracey compró la mansión y reclutó a Leota para intentar contactar con el espíritu de su difunta esposa todas las noches durante un año completo, liberando cientos de fantasmas en la mansión antes de que una entidad malvada engañara a Gracey para que se quitara la vida y atrapara a Leota dentro de su bola de cristal. Harriet intenta realizar una proyección astral para obtener más respuestas, pero termina enviando a Ben fuera de su cuerpo, quien descubre a Gracey y a la entidad malvada, Hatbox Ghost.
A la mañana siguiente, Bruce lleva a Ben a buscar a un dibujante para que dibuje el Hatbox Ghost y lo identifique como Alistair Crump, un rico heredero que mató a sus compañeros de la alta sociedad por venganza antes de ser decapitado por sus sirvientes amotinados. Crump procede a cerrar la mansión, pero Ben, Kent y Travis logran escapar. Encuentran Crump Manor, que se ha convertido en un sitio histórico, y aprenden del Marinero (que los siguió) que Crump necesita a alguien que voluntariamente renuncie a su vida y se convierta en el espíritu número uno de la mansión para escapar de la mansión. Travis encuentra el sombrero de Crump, que pueden usar como parte de un ritual para desterrar a Crump al más allá.
Los tres regresan a la mansión donde Ben y Kent rescatan a Gabbie, Harriet y Bruce, pero Crump quema el sombrero y planea usar el dolor de Travis por la pérdida de su padre para que esté de su lado. Ben encuentra a Travis y logra convencerlo de que suelte a su padre mientras ellos y Gabbie se enfrentan a Crump en el cementerio. Ben hace las paces con la pérdida de Alyssa, Kent logra convencer a los fantasmas para que se vuelvan contra Crump y unan fuerzas con ellos, y Bruce le entrega un pedazo del sombrero a Harriet, quien usa el encantamiento de Leota para desterrar a Crump.
Muchos de los fantasmas deciden quedarse en la mansión, ahora en armonía con Gabbie y Travis. Harriet recupera la plena confianza en sus habilidades psíquicas, Kent se ordena para convertirse en un verdadero sacerdote, Bruce mantiene sus nuevas amistades y Ben vuelve a la enseñanza y adopta un gato callejero llamado Tater Tot, un guiño al amor de su esposa por la merienda. El grupo se reúne en Halloween para una fiesta en la mansión con los fantasmas felices.

## Reparto
- Lakeith Stanfield como Ben, un guía turístico paranormal
- Rosario Dawson como Gabbie
- Owen Wilson como el padre Kent, un sacerdote
- Tiffany Haddish como Harriet, una psíquica
- Danny DeVito como el profesor Bruce Davis, un historiador universitario
- Jamie Lee Curtis como Madame Leota
- Chase W. Dillon como Travis, el hijo de Gabbie
- Jared Leto como la voz de Alistair Crump el Hatbox Ghost
- Jo Koy como barman
- Marilu Henner como Carol
- Steve Zissis como Roger
- Hasan Minhaj como dibujante
- Dan Levy como Vic, un guía turístico de entretenimiento
- Winona Ryder como Pat
- Terence Rosemore como Phineas

## Recepción
Haunted Mansion recibió en general reseñas mixtas a negativas de parte de la crítica y la audiencia. En el sitio web especializado Rotten Tomatoes, la película posee una aprobación de 37%, basada en 252 reseñas, con una calificación de 5.1/10, y con un consenso crítico que dice: "El talentoso elenco de Haunted Mansion hace de la película un destino bastante agradable, aunque no es lo suficientemente aterradora ni divertida como para recomendarla de todo corazón." Sin embargo, de parte de la audiencia tiene una aprobación de 77%, basada en más de 5000 votos, con una calificación de 4.0/5.
El sitio web Metacritic le dio a la película una puntuación de 47 de 100, basada en 52 reseñas, indicando "reseñas mixtas o promedio". Las audiencias encuestadas por CinemaScore le otorgaron a la película una "B+" en una escala de A+ a F, mientras que en el sitio IMDb los usuarios le asignaron una calificación de 6.1/10, sobre la base de más de 36 000 votos. En la página web FilmAffinity la cinta tiene una calificación de 5.0/10, basada en 2180 votos.